# Mongoose
Mongoose è un web server multipiattaforma scritto da Sergey Lyubka. Con poco più 130KB di codice sorgente, Mongoose è uno fra i server web più piccoli. Via API può essere integrato anche in altri programmi.
Mongoose viene distribuito sotto licenza commerciale e GPLv2. Per chi non vuole distribuire il proprio codice sorgente (vedi licenza GPLv2 open source), Cesanta Software offre una licenza commerciale completa royalty-free e di supporto professionale, senza alcuna delle restrizioni GPL.

## Caratteristiche
- Multipiattaforma (es. Windows, Mac, UNIX/Linux, iPhone, Android, eCos, QNX)
- Supporto CGI, SSL, SSI, Digest (MD5) authorization, WebSocket, WebDAV
- Scripting e supporto database (Lua + Sqlite)
- Riscrittura degli URL
- IP-based ACL, Windows service, GET, POST, HEAD, PUT, DELETE
- Python bindings